# Not Moving
I Not Moving sono un gruppo post-punk italiano dalle forti influenze garage rock, neopsichedeliche e psychobilly nato nel 1981 a Piacenza.

## Storia del gruppo

### 1981-1982: Gli esordi
I Not Moving nacquero nel 1981 come un trio composto dal batterista Antonio Bacciocchi che allora suonava in parallelo con la band Chelsea Hotel, dal chitarrista ex Chelsea Hotel Paolo Molinari uscito dalla band a causa delle divergenze sul passaggio dalle sonorità punk rock '77 all'hardcore punk, e dal bassista Danilo Dallagiovanna aka Dany D. Il nome fu presto cambiato dal precedente No Eyes a Not Moving prendendo a prestito l'omonimo brano dei DNA presente sulla compilation del 1978 No New York. La formazione si concluse con l'ingresso della cantante Rita Lilith Oberti e della tastierista Mariella Severine Rocchetta.

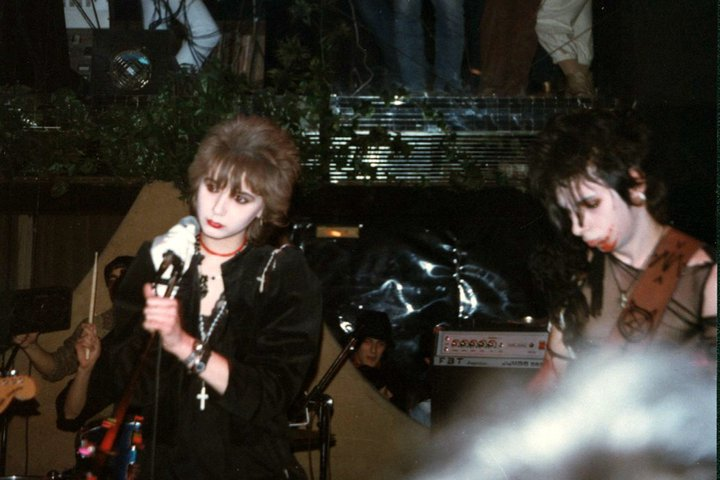
Lilith e Dany Dallagiovanna durante il concerto dei Not Moving a Pavia nel 1982

Con la formazione a cinque il sound si spostò verso sonorità post-punk / rock'n'roll vicine ai Cramps, agli X e ai Gun Club contaminandole con il garage rock e il rock psichedelico degli anni sessanta, con la surf music e punk rock. La band esordì quindi il 20 settembre a Caorso in un concerto nella manifestazione contro la locale centrale nucleare, condividendo il palco con No Jap, Requiem e Chelsea Hotel. Ad inizio 1982 i Not Moving suonarono in diversi concerti, tra cui quello del 12 febbraio nella discoteca Celebrità di Pavia assieme a Aus Decline, Dark Tales e Chelsea Hotel, in cui Dany D con un gesto autolesionista si tagliò un braccio con una lametta procurandosi una ferita da 14 punti di sutura.
Nello stesso anno la band incise una cassetta autoprodotta con sette brani intitolata Behind Your Pale Face, che destò l'interesse di critici italiani tra cui Federico Guglielmi che li intervistò per Il mucchio selvaggio e Claudio Sorge che inserì il brano Baron Samedi nella compilazione curata dalla rivista Rockerilla dal titolo Gathered (Electric Eye Records, 1982), primo manifesto della nuova scena rock italiana che li vedeva la fianco di gruppi come Dirty Actions, X Rated, Eazycon, Victrola, Pankow, Death SS.
Fu questo l'anno in cui la band firmò per la Electric Eye Records, neonata etichetta di Sorge, che pubblicò il primo EP intitolato Strange Dolls, che comprendeva oltre a una nuova versione della crampsiana Baron Samedi la ballata decadente Dolls, il gothabilly Make Up e la reinterpretazione stravolta di Wipe Out dei Surfaris. L'EP ricevette critiche positive sia in Italia sia all'estero dove fu trasmesso dalla BBC, fu recensito da NME, Flipside, Trouser Presse, fino a Maximumrocknroll con cui giunse a Jello Biafra dei Dead Kennedys che divenne un estimatore del gruppo.
Dopo questo breve esordio la band entrò in crisi con la fuoriuscita di Paolo Molinari, che lasciò la band per trasferirsi in Danimarca.

### 1983-1986: L'arrivo di Dome La Muerte ed il periodo d'oro
Il 13 marzo 1983, ad un concerto degli Indigesti e Cheetah Chrome Motherfuckers presso l'Osteria di Sacc di Piacenza conoscono Domenico Petrosino, chitarrista dei CCM, invitandolo così ad entrare nei Not Moving. Con il nuovo chitarrista, che da lì a poco assumerà lo pseudonimo di Dome La Muerte, la band entrò subito nello studio di registrazione dove confezionano il nuovo EP Movin' Over (Electric Eye), caratterizzato da un suono più vicino all'acid rock americano di matrice garage in cui vengono ripresi alcuni brani del primo demo tape e classici dal vivo (Behind Your Pale Face, Double Mind e la crampsiana Psycho Ghoul) a fianco del nuovo brano Everything Ends Here. Il primo concerto della band così rinnovata fu a Bologna presso il Parco ex Manifatture Tabacchi assieme agli Unknown Scream (in seguito Carnival of Fools).

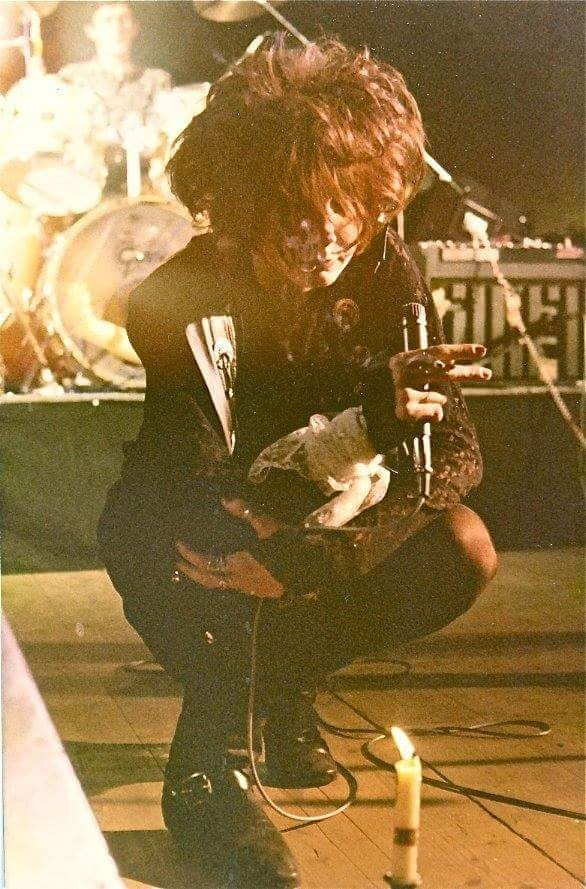
Rita Lilith Oberti in un concerto dei Not Moving del 1982

Se la classifica dei lettori tenuta dalla rivista Rockerilla sul finire del 1983 li vide al 5º posto, ad inizio 1984 la band suonava nei principali rock club italiani come al Teatro Espero e Roma, allo Slego di Viserba, allo Psycho di Genova ed al Discipline di Firenze, in un tour che culminò con la data di supporto ai Clash del 28 febbraio al Palasport di Milano e poi a giugno nel concerto al Loft di Berlino assieme a Litfiba, Monuments e Pankow. Tra il 28 ed il 30 aprile, grazie al loro manager di allora Paolo Bedini, i Not Moving avevano intanto registrato allo Scacco Matto di Alberto Parodi a Lavagna, un mini LP di sei brani con l'aiuto e la produzione di Paul Jeffrey. Questo lavoro, intitolato Land of Nothing, non fu però pubblicato.
La TNT Records che doveva provvedere alla stampa dell'album lo lasciò inspiegabilmente nel cassetto, nonostante annunci e recensioni entusiaste già uscite sulle principali riviste musicali e fu ristampato in vinile solo nel 2003 da Area Pirata. Ad agosto Carlo Di Carlo realizza uno speciale sulla band per RAI 3 e sul finire del 1984 i Not Moving accompagnarono Johnny Thunders nel minitour italiano nelle date del 19 novembre al Big di Torino, del 20 al Palazzetto di Dueville (VI) e del 21 al Manila di Firenze.
Nel 1985 i Not Moving firmarono per la neonata label toscana Spittle Records, entrando così al TMB Studios di Tiziano Bellucci con la produzione artistica di Federico Guglielmi, dove incideranno i brani che andranno a comporre il 12" Black'n'Wild (Spittle Records, 1985). Il sound, più personale e maturo, fonde influenze X e Gun Club (Goin' Down) con retaggi dark blues (Eternal Door), un omaggio alla tradizione blues/Stones corretta e rivista (I Just Wanna Make Love to You) e alla scena neo garage italiana di cui furono precursori (Crawlin).
Apprezzato in Italia e all'estero, distribuito in Europa, consentì alla band il definitivo salto nel top della scena del nuovo rock italiano, tra affollati concerti, brani in RAI e alla BBC e una lunga serie di concerti in tutta Italia.
Sulla spinta dei consensi ricevuti da Black and Wild la Spittle pubblicò il primo LP Sinnermen (1986), composto da 15 brani che vedevano sempre la produzione artistica di Federico Guglielmi, dove il gruppo tocca tutte le strade sonore che ne hanno influenzato il suono, dal rock and roll, al blues, al beat, punk, psichedelia, punkabilly, rock. Il risultato, danneggiato da un imprevisto e non autorizzato mixaggio da parte dell'etichetta, trovò ugualmente riscontri e risultati dignitosi ma non divenne il salto auspicato verso un successo più consistente, nonostante l'intenso tour successivo. Il tour promozionale, iniziò con la data AL Fantasy a Montevarchi (AR) e comprendeva alcune interviste su radio locali che culminarono con quella su Stereodrome di Rai Radio 1, e poi la trasmissione di un loro concerto nella trasmissione Un certo discorso di Rai Radio 3. Brani del disco vennero trasmessi in molte emittenti europee e americane tra cui la BBC.

### 1987-1989: La crisi della band, l'ultima formazione e l'ultimo album
Nel febbraio del 1987 i Not Moving furono in tour per 10 date in Germania con i locali Surfin Dead, aprirono a Pisa per i Celibate Rifles, a Bergamo sul palco con i Settore Out e poi a Savona con Limbo e Thelema e pubblicarono un nuovo 12 pollici intitolato Jesus Loves his Children (Spittle Records, 1987), con cui omaggiarono il rock australiano alla Hoodoo Gurus/Lime Spiders in I Want You, realizzarono una cover con tinte hard di Break on Through (To the Other Side) dei Doors, sperimentarono una ballata dai toni jazz come New Situations e incisero uno dei classici del loro repertorio, il punk beat di Spider.

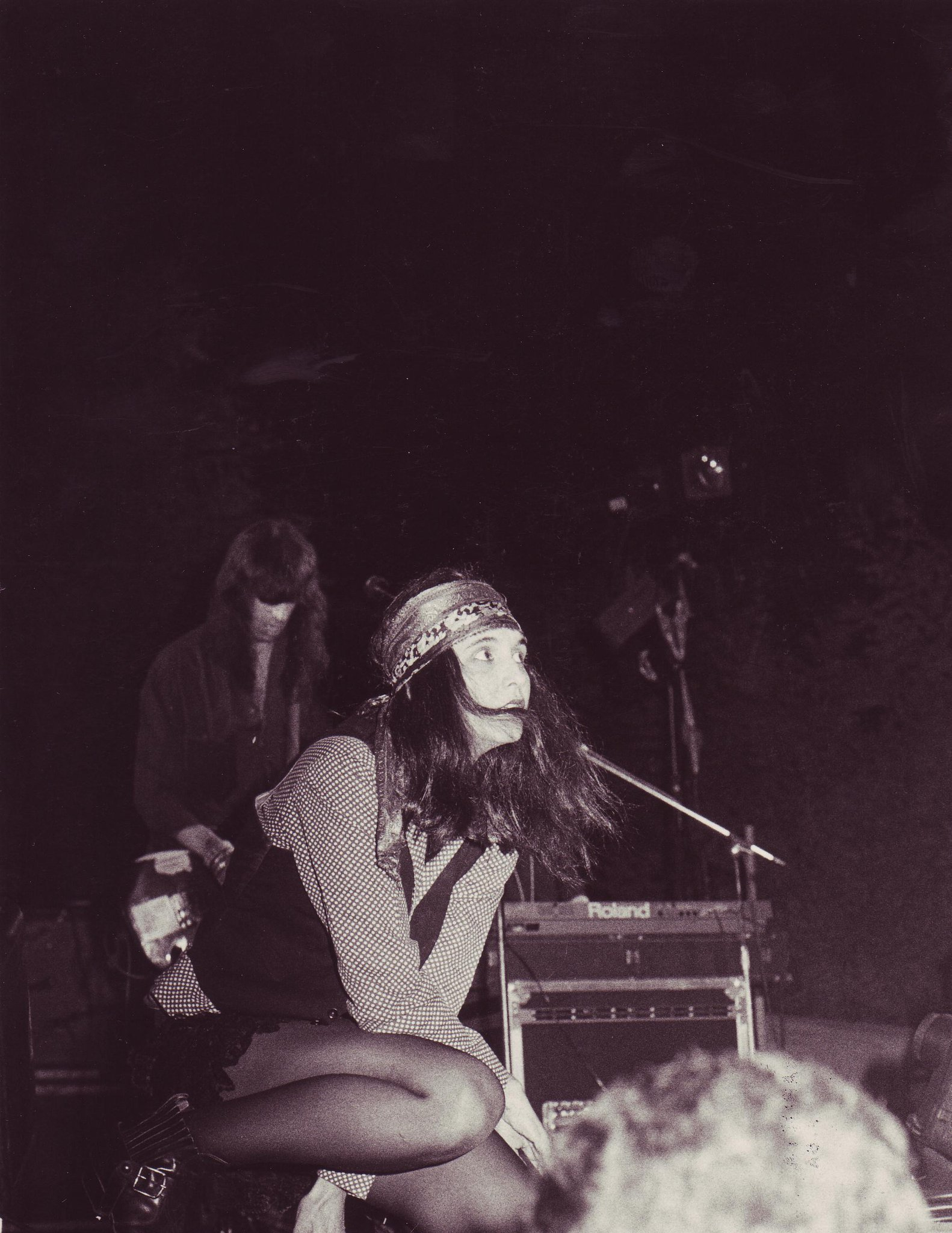
Lilith sul palco con i Not Moving (1988)

Anni di tour e di convivenza, uniti alle difficoltà di trasformare definitivamente l'attività musicale in qualcosa di professionale, alimentarono le tensioni e prima della registrazione del nuovo album Flash on You che vedeva il ritorno all'etichetta madre Electric Eye, Dany D abbandonò il gruppo per trasferirsi in Germania (li suonerà con Surfin Dead e Big Chief Broom Man Band), sostituito da Luigi Milani (ex Sturm und Drang) con cui la band affrontò un tour ancora una volta pieno di successi di pubblico. L'album evidenziò così un tentativo di aprirsi a nuove strade artistiche con omaggi a Jimi Hendrix (A Pray for Jimy), un brano funk punk (Love Train), reminiscenze garage (Blue Sing), un remake di un brano soul degli anni 70 (Driver's Seat), pur mantenendo inalterate le matrici punk blues ormai marchi di fabbrica caratteristici del gruppo.
Nel 1989 il gruppo subì la scissione definitiva, con Lilith, Tony e Milo che formarono i Time Pills pubblicando il singolo Be the Same, mentre Dome La Muerte e Maria Severine proseguirono come Not Moving con Alex Cikuta e Sandro Falcone. Con questa formazione incisero il mini LP Song of Myself (Wide Records) dedicato alla causa pellerossa da sempre tematica cara alla band. L'album era firmato a nome "Not Moving, Lance Henson & Friends" ed ospitava, oltre al poeta Cheyenne che recitava i propri testi, anche numerosi amici della band come Giovanni Lindo Ferretti che in quel periodo suonava ancora con i CCCP, Luca Re dei Sick Rose, Zazzo dei Negazione.
Seguì il 12 pollici A Flash on You/Dancing per la V.i.t.r.i.o.l. che spostò il sound verso un hard rock con matrici psichedeliche in stile Cult. I numerosi cambiamenti di formazione, che portarono anche all'ingresso dell'ex Sabotage Dario Caroli alla batteria e dell'allora voce radiofonica di Videomusic Ruggero Torboli come frontman, diedero nuova linfa alle idee di Dome La Muerte e Mariella Severine. La band proseguì così una discreta attività live nei circuiti underground, arrivando ad aprire per una data italiana degli Helmet a Rimini (Velvet). Nel 1994 uscì quindi l'ultimo album dei Not Moving intitolato Homecomings (Pick Up Records) ancora una volta vicino alle istanze della cultura nativa americana e musicalmente orientato verso un sound pesante e seventies, tra space rock e proto stoner, un lavoro che rispecchaiva le radici musicali delle nuove figure entrate nel gruppo.

### 2005-2006: la "reunion"
Nel 2005 è uscito Live in the 80's (Go Down Records/Audioglobe), un disco di 24 pezzi dal vivo e un DVD, racchiusi in un box che diventa un documento storico d'imprescindibile valore. Un'ora di documentario sull'età dei tam-tam, delle fanzine e dei manifesti ciclostilati a mano, del legame tra musica e militanza politica.
Il DVD contiene testimonianze del concerto al Celebrità di Pavia, delle lamette che tagliano la carne del bassista nello scompiglio generale di un popolo che rispetto al punk londinese vive ancora in campagna. L'immagine di Luca Frazzi, il critico storico di Rumore, appuntato di spilline dei Buzzcocks e degli Ordinary Boys. Il ricordo nostalgico della Berlino di Gianni Maroccolo e degli anni andati di Claudio Sorge. L'esaltazione di Mauro Ermanno Giovanardi, che racconta della forza detonante dei concerti dei Not Moving dove “tutto poteva capitare”, insieme a Cristiano Godano che ammette di essere passato dall'esterofilia all'amore per un gruppo italiano grazie a quei concerti e a Baron Samedì. E infine immagini assolutamente rappresentative di un live a Bari con la gente a torso nudo e le creste semoventi.
È l'occasione per un tour di qualche data che terminò nel 2006 con Dome La Muerte (alla chitarra), Lilith alla voce, Tony Face alla batteria e Dany D. al basso.

### Dal 2019: Not Moving LTD
Nel 2019 Dome La Muerte Petrosino, Rita Lilith Oberti, Antonio Bacciocchi, con l'aiuto di Iride Volpi, hanno ripreso l'attività con il nome Not Moving LTD, incidendo il 45 giri Lady Wine per Area Pirata.
Nel 2022 esce l'album Love Beat, sempre per Area Pirata, incluso da Blow Up tra i migliori dischi dell'anno.
Nel 2023 ricevono il Premio Ciampi alla carriera.

## Formazione Not Moving
- Antonio "Tony Face" Bacciocchi, batteria (1981-1988, 2005-2006)
- Dany Dallagiovanna, basso (1981-1987, 2005-2006)
- Paolo Molinari, chitarra (1981-1982)
- Rita Lilith Oberti, voce (1981-1988, 2005-2006)
- Mariella Severine Rocchetta, tastiere (1981-1996)
- Dome La Muerte Petrosino, chitarra (1983-1996, 2005-2006)
- Luigi "Betty Blue" Milani, basso (1988)
- Dario Caroli, batteria (1992-1996)
- Giancarlo Fontani, voce (1990-1992)
- Ruggero Torboli, voce (1992-1996)
- Doda Mariotti, basso (1992-1996)

## Formazione Not Moving LTD
- Antonio "Tony Face" Bacciocchi, batteria (2018-presente)
- Rita Lilith Oberti, voce (2018-presente)
- Dome La Muerte Petrosino, chitarra (2018-presente)
- Iride Volpi, chitarra e voce (2018-presente)

## Discografia
Album in studio
- 1986 – Sinnermen
- 1988 – Flash on You
- 1995 – Homecomings
- 2005 – Live in 80's
- 2011 – Light/Dark: Singles And Eps, 1982-1987

Album Not Moving LTD
- 2019 – Lady Wine - 45 giri
- 2022 - Love Beat LP/CD (Area Pirata)

Singoli ed EP
- 1982 – Strange Dolls
- 1983 – Movin' Over
- 1985 – Black'n'Wild
- 1987 – Jesus Loves his Children
- 1989 – Song of Myself
- 2003 – Land of Nothing

DVD
- 2021 – Live In The Eighties

## Videografia
- 2005 – Live in 80's (Go Down Records)